# Самойловский (Оренбургская область)
Самойловский — хутор в Шарлыкском районе Оренбургской области в составе Новоникольского сельсовета. 

## География
Находится на расстоянии примерно 14 километров на юг по прямой от районного центра села  Шарлык.

## История
Основан в конце XIX века- в начале XX века.

## Население
Население составляло 78 человека в 2002 году (русские 66%),  45 по переписи 2010 года.